# География Анголы
Ангола — страна на юго-западе Африки. Длина береговой линии составляет 1600 км. Имеет площадь 1 246 700 км². Высшая точка — гора Моко — 2620 метров.

## Границы
Общая протяжённость границ — 5200 км, в том числе с Демократической Республикой Конго — 2511 км, Республикой Конго — 201 км, Намибией — 1376 км, Замбией — 1110 км.

## Рельеф
Атлантическое побережье Анголы занимает прибрежная низменность, которая крутым уступом поднимается на плоскогорье, занимающее более 90 % всей территории страны. Центральную часть плоскогорья занимает массив Бие. Здесь находится высшая точка страны — гора Моко (2620 метров).
Среди полезных ископаемых Анголы — нефть, алмазы, железная руда, фосфориты, бокситы, гипс, марганец и др.

## Климат
В северной части Анголы климат тропический, муссонный; на юге — субтропический. Средняя годовая температура на большей части территории страны + 21 °C. Отличительная черта ангольского климата — это резкие перепады температур днём и ночью. Годовое количество осадков уменьшается с севера на юг от 1000—1500 до 600—800 мм.

## Гидрография
Главная река страны — Кванза.

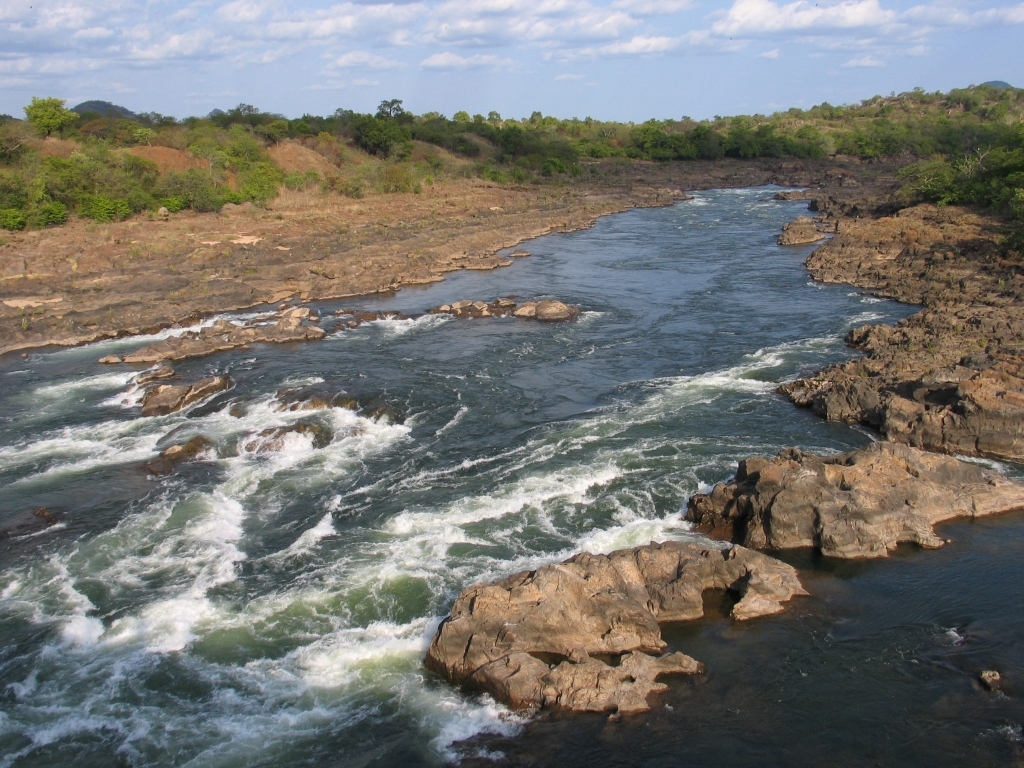
Река Кванза в нижнем течении

Северо-восток страны относится к бассейну реки Конго (Касаи с притоком Кванго). Запад Анголы принадлежит к бассейну Атлантического океана (реки Кванза и Кунене). В восточной части страны протекает река Замбези с её притоком Квандо. В центральной Анголе берет начало река Кубанго, текущая на юго-восток. Большинство рек Анголы порожисты и непригодны для судоходства, однако обладают большими запасами гидроэлектроэнергии.

## Растительность
Около 40% Анголы занимают леса и редколесья. На северо-востоке страны находятся районы влажных тропических лесов, остальную часть страны занимают сухие злаковые саванны. Приморская растительность меняется с севера на юг.

## Животный мир

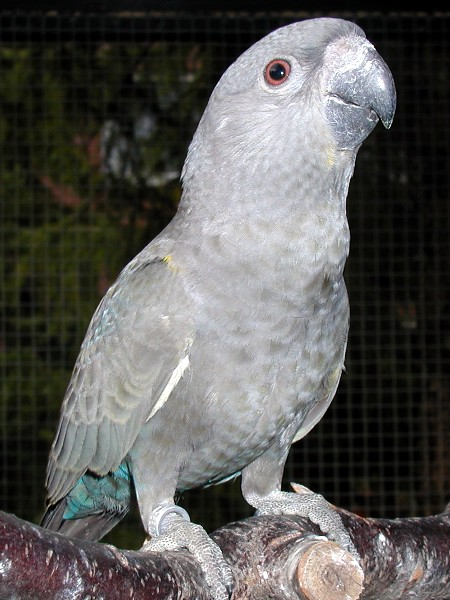
Попугай Рюппеля

Разнообразен Животный мир Анголы — бегемоты, чёрные и белые носороги, бородавочники, газели (Томпсона и Гранта), буйволы, гепарды, чёрные антилопы, гиены, жирафы, зебры, капские долгоноги (крупные грызуны), леопарды, крокодилы, львы, обезьяны, панголины (ящероподобные млекопитающие), африканские слоны, трубкозубы и шакалы. Разнообразна фауна птиц (известно 1014 видов) — дрофы, нектарницы, попугаи (жако, длиннокрылый попугай Рюппеля), птицы-носороги, птицы-секретари, ткачики, удоды. Много рептилий и насекомых, в том числе муха цеце. В прибрежных водах много рыбы, моллюсков и ракообразных, водятся морские черепахи и горбатые киты. Для охраны животного мира создано 8 национальных парков. Крупнейший — Иона.